# Раттанакосин (остров)
Остров Раттанакосин (тайск. เกาะรัตนโกสินทร์) — историческая зона в районе Пхранакхон, Бангкок, Таиланд. Остров окружают река Чаупхрая с запада и различные каналы с востока. Расположенный на насыпном восточном берегу реки Чаупхрая, на острове располагаются Большой дворец и Храм Изумрудного Будды, среди прочих мест исторической значимости.

## История

Карта острова Раттанакосин.

Король Буддха Йодфа Чулалоке (Рама I) основал город в качестве столицы для нового королевства Раттанакосин в 1782 году.
Перед тем как Бангкок стал столицей Таиланда, столицей был город Тхонбури. Старый город был основан на Чаупхрае, но был главным образом заселен на западном берегу, где были расположены королевский дворец и другие государственные учреждения. На восточном берегу обычно селились китайские мигранты и вьетнамские поселенцы.
Когда Рама I объявил себя королем, он перенес столицу на восточный берег, переместив район иностранных поселенцев в зону между храмами Ват Самплуем и Ват Сампхенг. (Район сохранился до наших дней). Было приказано перестроить укрепления и расширить каналы вокруг укреплённого города. Внутренний канал, созданный путем соединения каналов Ронг Май и Талат, теперь называется Клонг Кху Муанг Доем (дословно — «Канал старого города»).
Клонг Роп Крунг (Канал, опоясывающий город) был соединен каналами Банг Лампху и Онг Анг. Зона между Клонг Кху Муанг Доем и рекой называют Внутренний Раттанакосин, когда название Внешний Раттанакосин относится к менее разработанному району между двумя каналами. Два меньших канала известны как Клонг Лот (Труба) и соединяют внутренний и внешний каналы.